# Rubus strigosus
Rubus strigosus là loài thực vật có hoa trong họ Hoa hồng. Loài này được Michx. miêu tả khoa học đầu tiên năm 1803.

## Hình ảnh

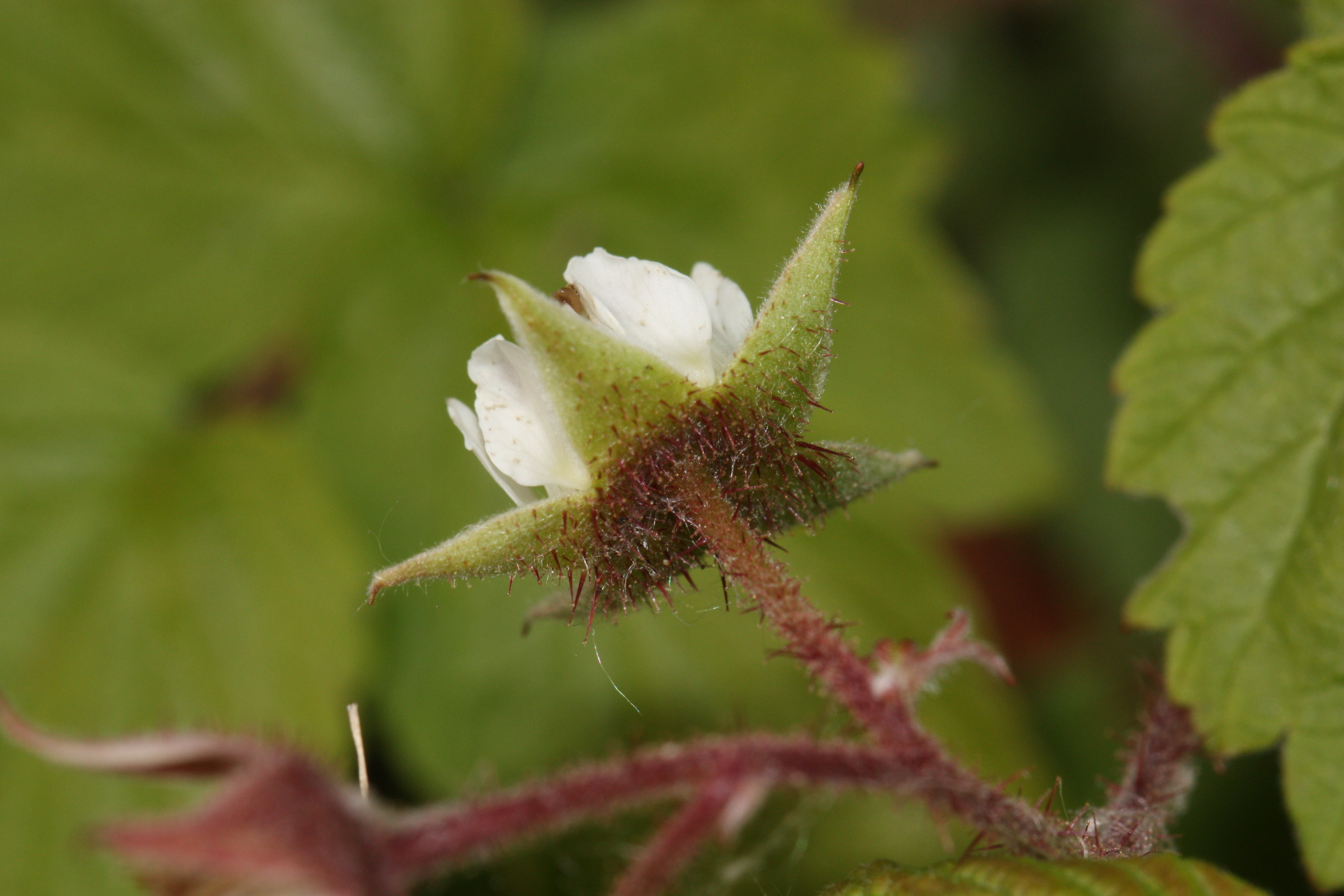
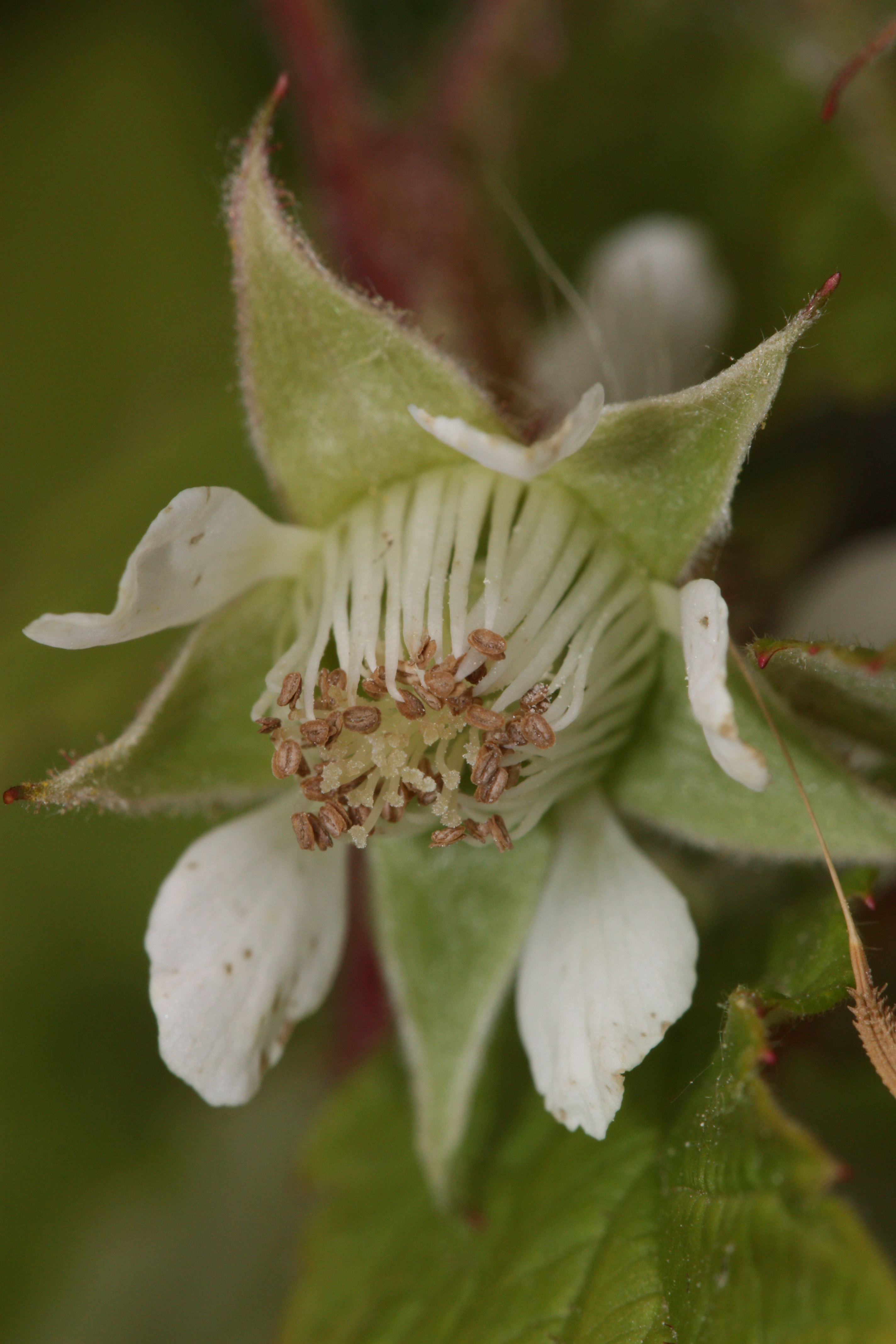
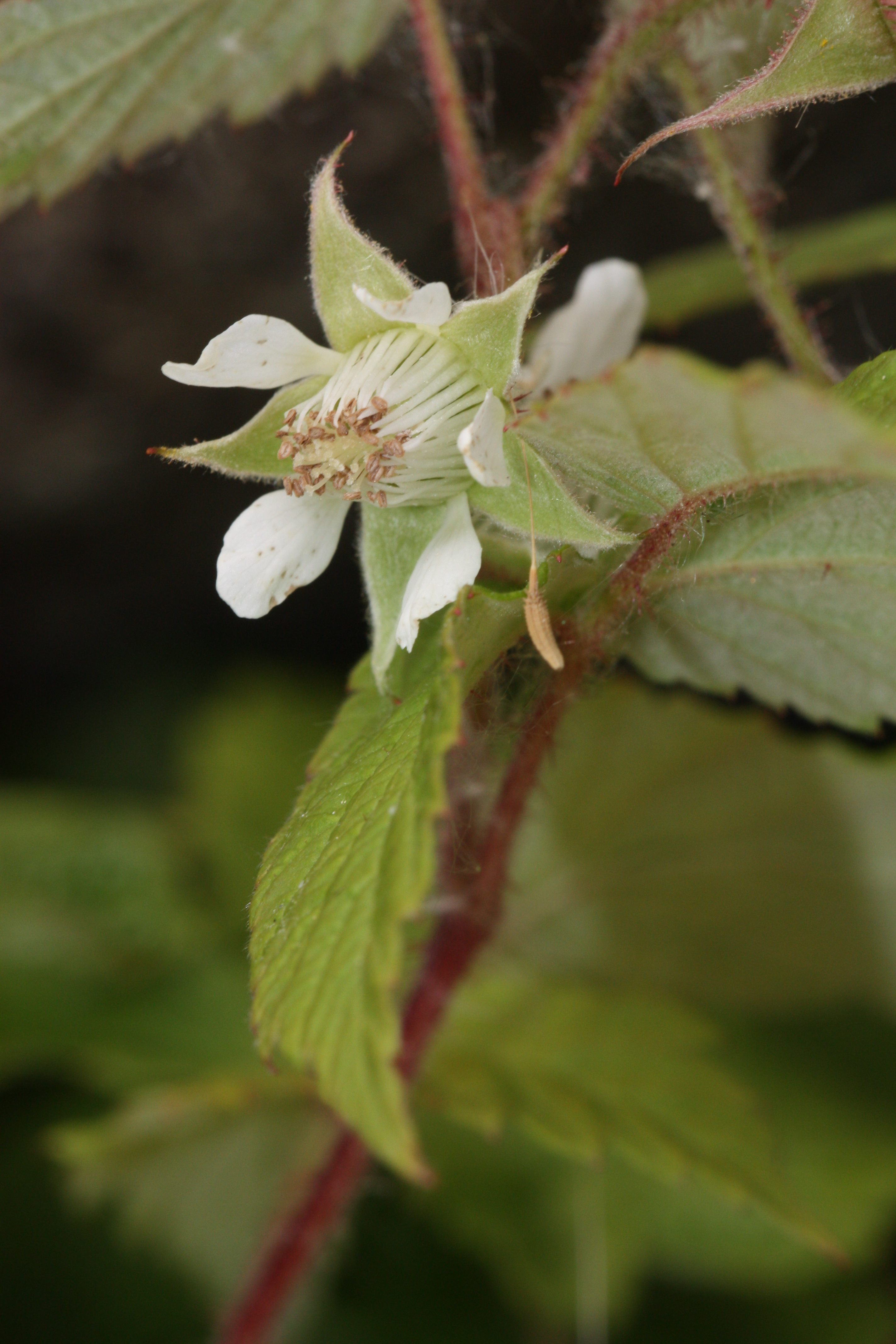
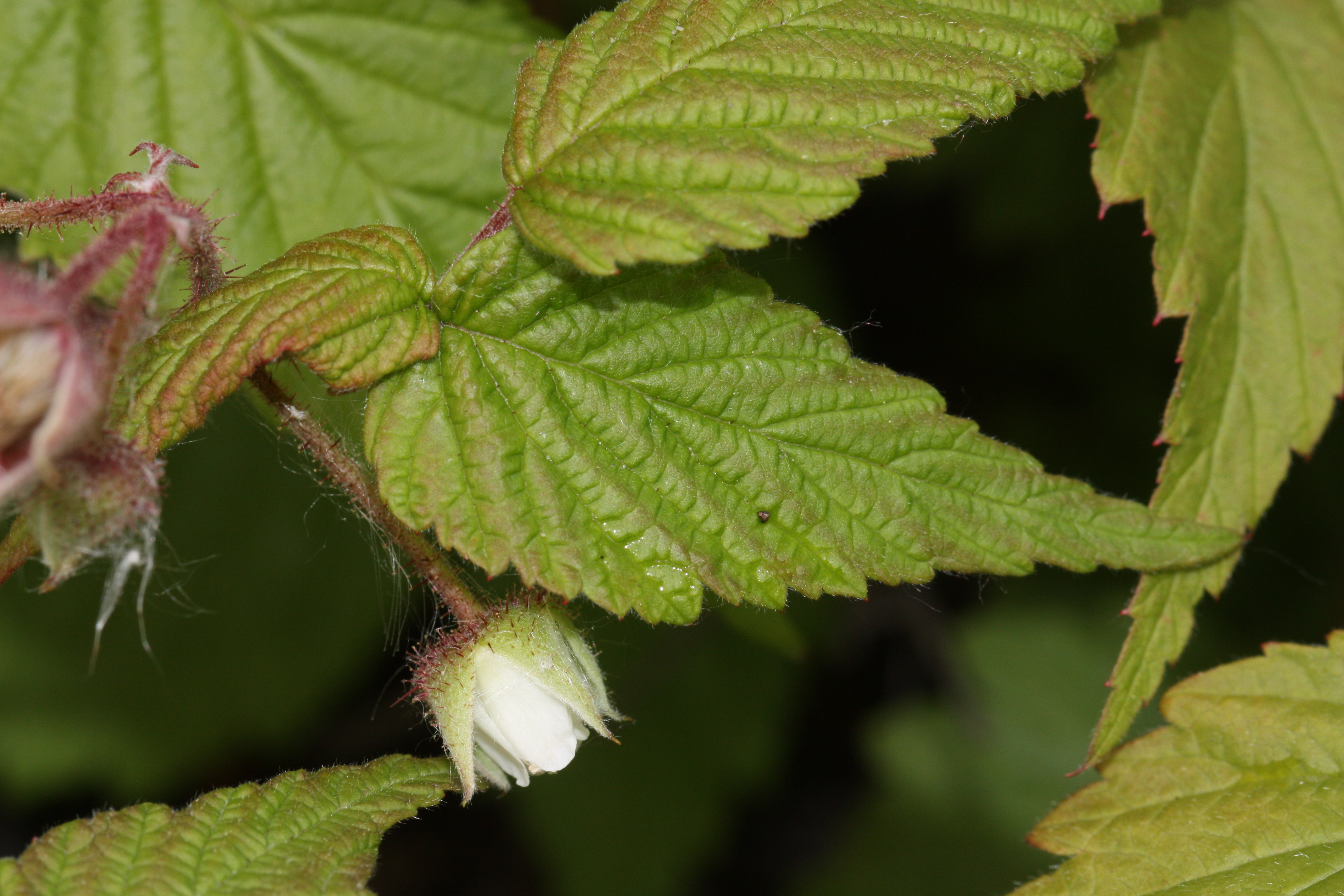